# Schulhof
Der Schulhof oder Pausenhof ist ein Platz beim Schulgebäude. Er dient den Schülern in den Unterrichtspausen als Aufenthalts-, Bewegungs- und Spielgelände. Neben Bezirken mit spielplatzartigem Charakter für jüngere Schüler finden sich auch oft Sporteinrichtungen wie ein Fußball- oder Basketball-Feld.

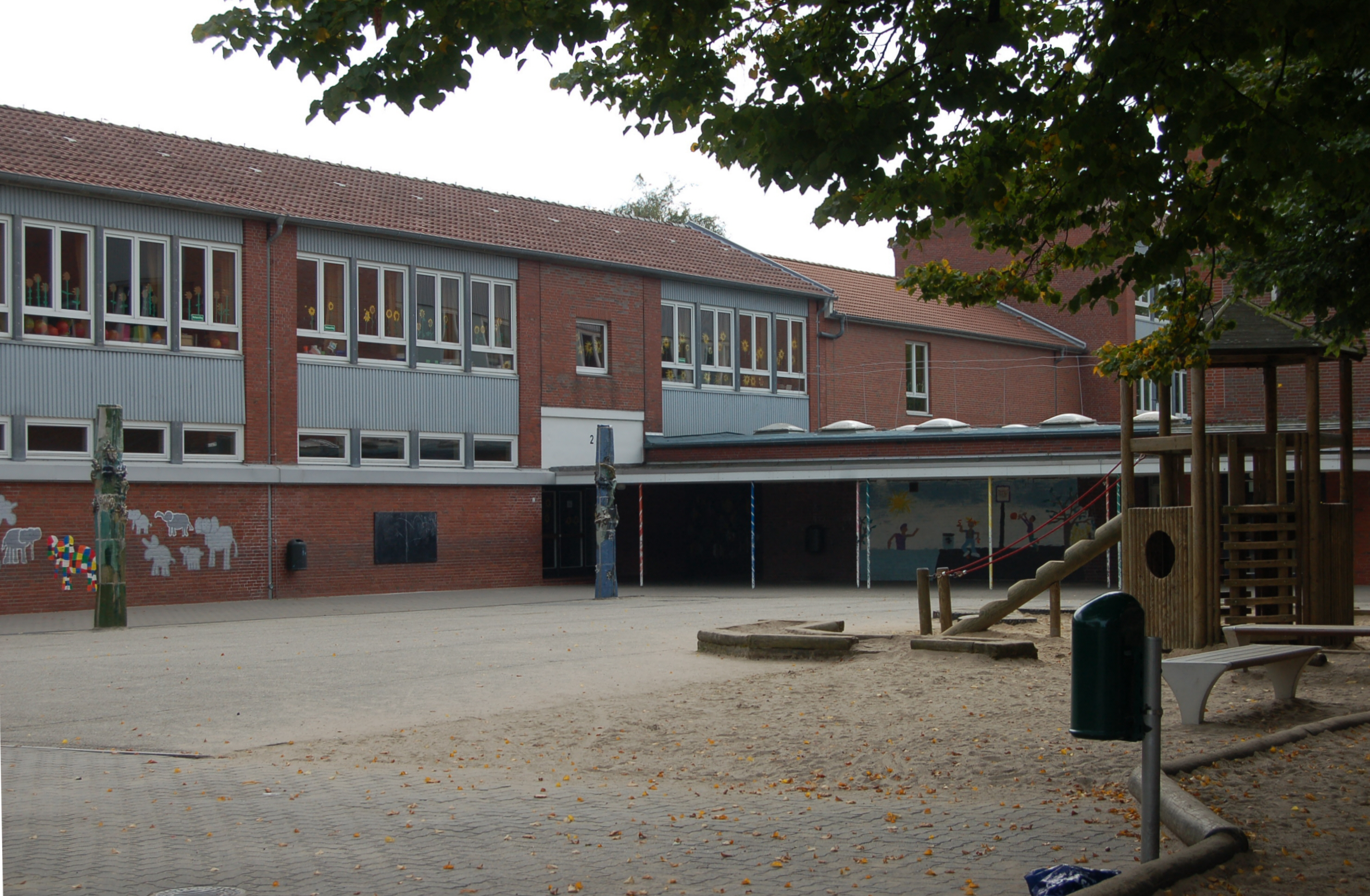
Schulhof einer Schule in Deutschland

## Schulhofgestaltung

### Sicherheitstechnische Gestaltung
Da ein großer Teil der Schulunfälle (ca. 30 %) auf dem Schulhof geschieht, müssen Untergrund, Spielgeräte, Bepflanzung, Zufahrten etc. gewissen sicherheitstechnischen Anforderungen genügen. Diese Schulhofgestaltung wird von Landschaftsarchitekten planerisch erarbeitet und teilweise mit Schülern und Lehrern umgesetzt. Die rechtsverbindliche Vorschrift dafür ist die Richtlinie für Schulen – Bau und Ausrüstung der gesetzlichen Unfallversicherung (GUV 16.3).

### Spielpädagogische Gestaltung
Die spielpädagogische Gestaltung reicht über die sicherheitstechnische hinaus. Innovative Schulleitungen gestatten ihren Schülern – meist im Rahmen von Schulprojekten – ihren Pausenhof zu einer attraktiven Spiellandschaft auszugestalten. Im Umkreis von Hochschulstädten können sie dabei auf die wissenschaftliche Beratung von Hochschullehrern und die personelle, methodische und organisatorische Unterstützung von Lehramtsstudierenden oder Referendaren rechnen.

## Grüne Schulhöfe

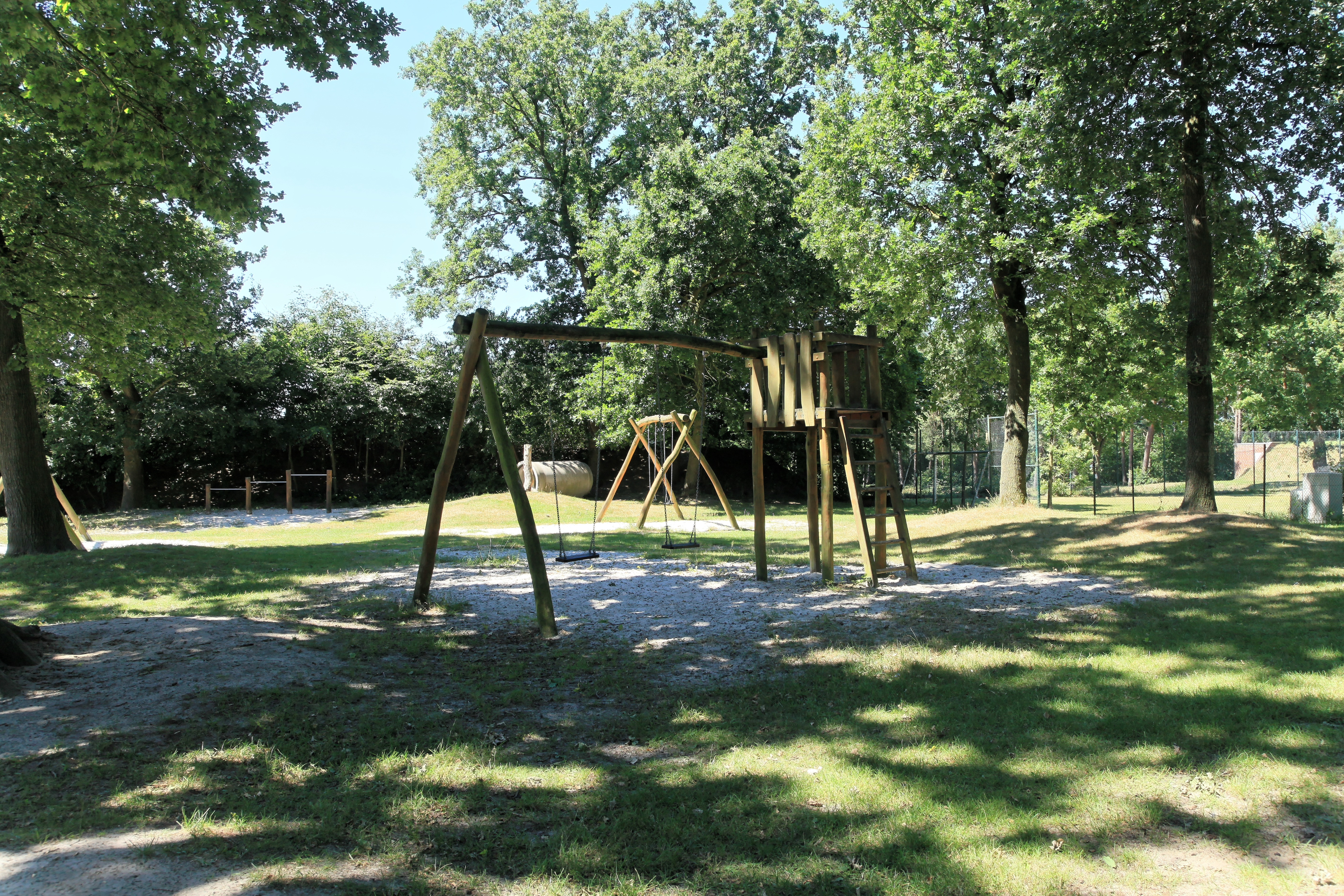
Deutschland
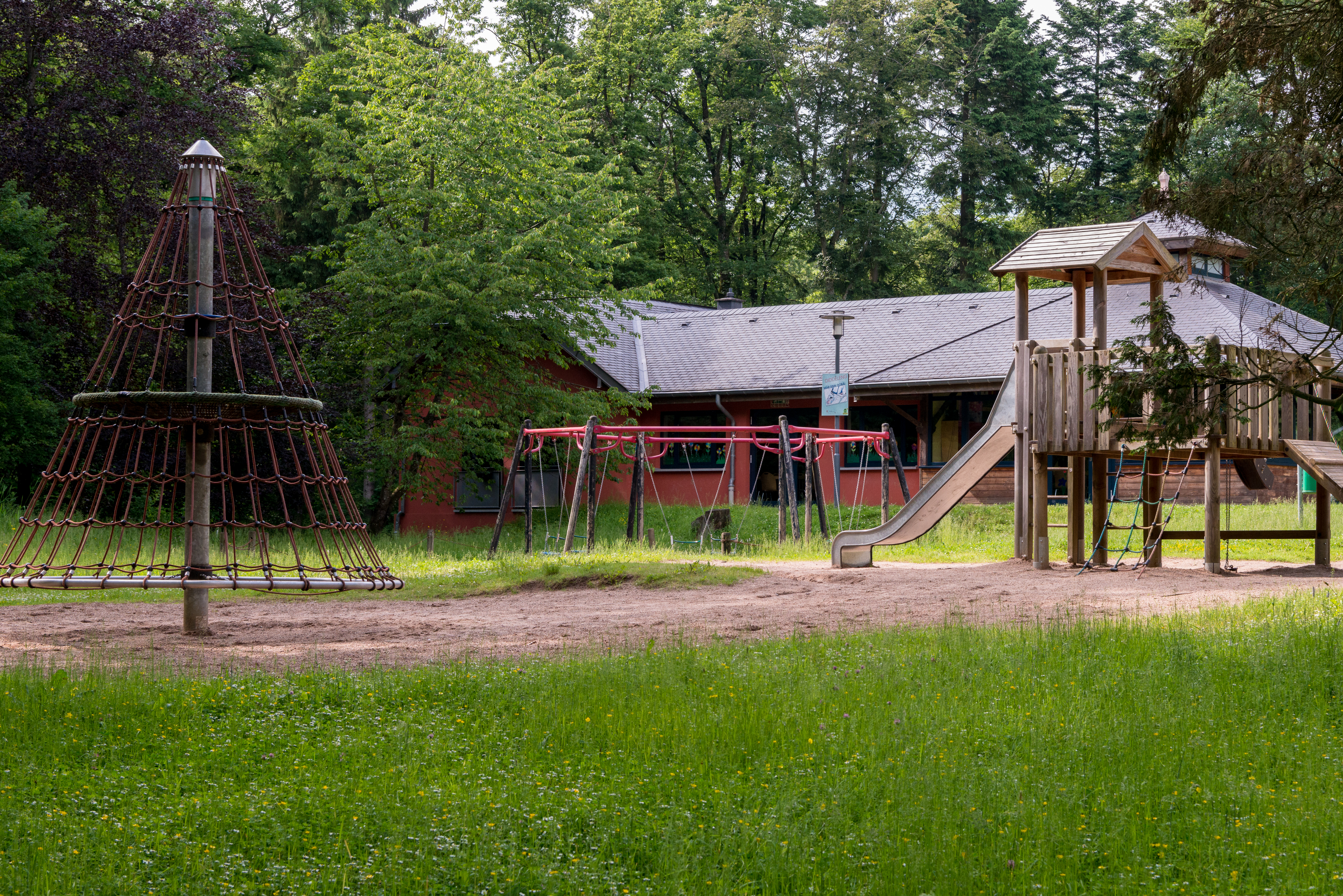
Luxemburg
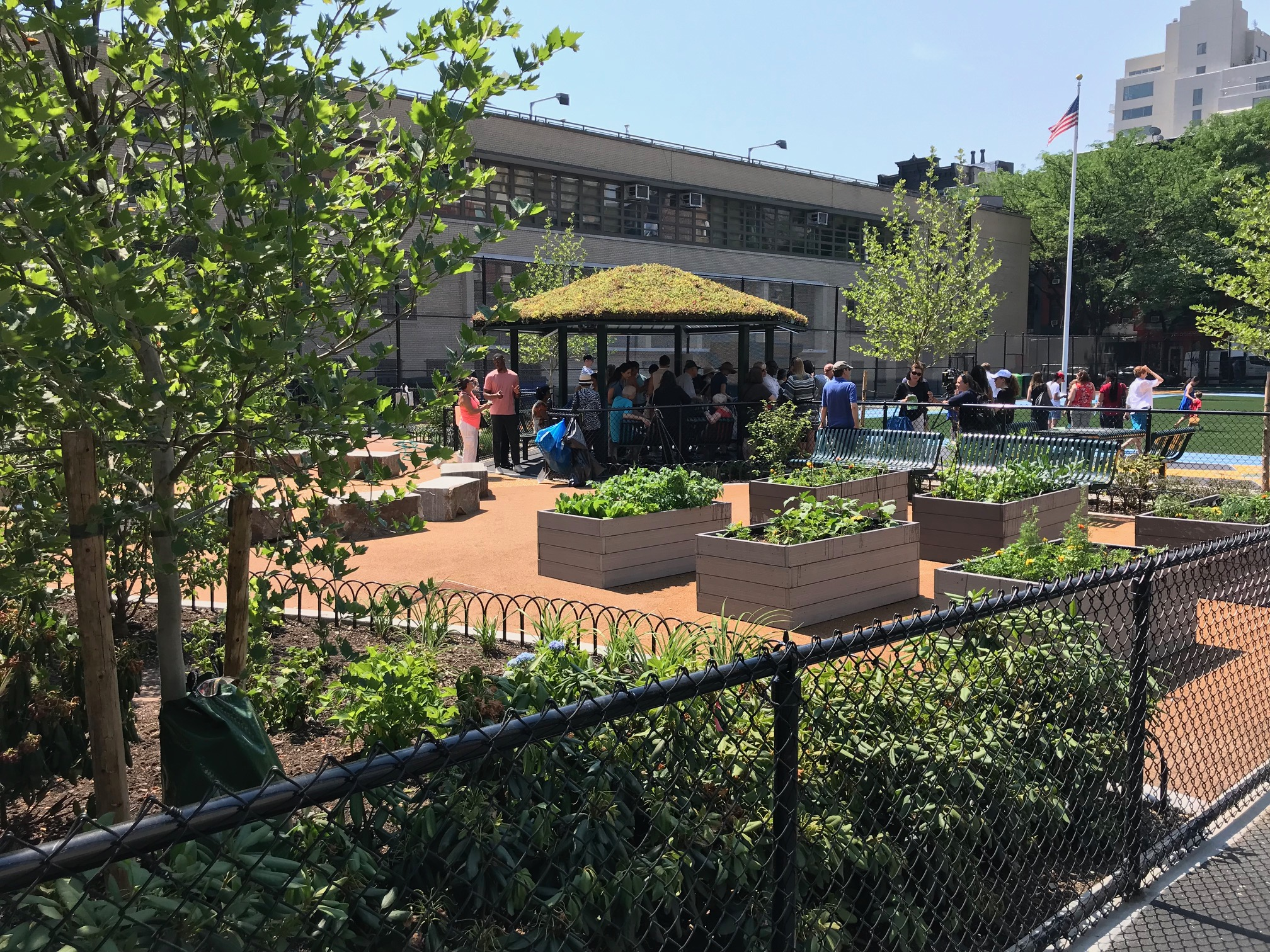
New York
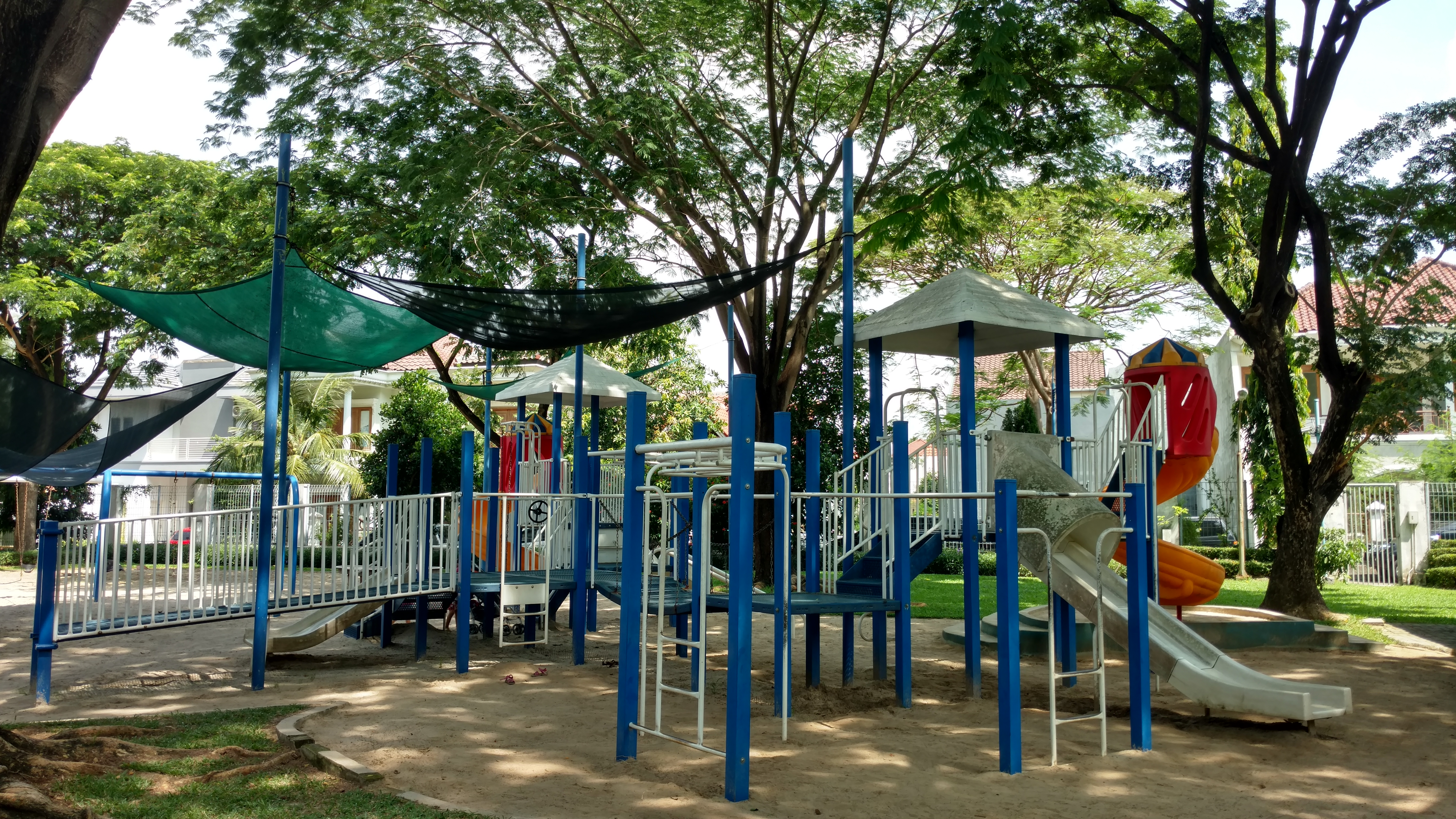
Indonesien